# Ján Kroner
Ján Kroner (ur. 1 maja 1927 w Brunovce; zm. 24 czerwca 1986 w Powaska Bystrzyca) – czechosłowacki aktor filmowy i telewizyjny.
Jest on bratem aktorów, Ľudovíta i Jozefa Kronera, ojcem aktora, Janka Kronera oraz dziadkiem również aktora, Jakuba Kronera.

## Filmografia
Źródło:
- 1971: Keby som mal pušku jako Badžiak
- 1973: Dolina jako partyzant
- 1973: Ocovske pastorale jako złodziej
- 1974: Oblaky-modriny (film telewizyjny) jako rzeźnik
- 1975: Pacho, hybský zbojník jako Jano
- 1975: Nepokojná láska (serial telewizyjny)
- 1976: Milosrdny cas jako zastępca przewodniczącego
- 1982: Rodinná anamnéza (film telewizyjny)
- 1983: Mŕtvi učia živých jako Markovič
- 1984: Povstalecká história (serial telewizyjny)
- 1985: Materské znamienko (serial telewizyjny)